# Peder Griis
Peder Griis, även Peder Gris, var en dansk adelsman av ätten Griis som kung Hans utnämnde till hövitsman på Akershus fästning 1499. Peder Griis var ingift i den norska adeln genom äktenskapet med fru Kirsten Gautesdotter, dotter till riksrådet Gaute Nikulasson Kane på Kanestraum och änka efter herr Svein Galle.